# Al·liïnasa

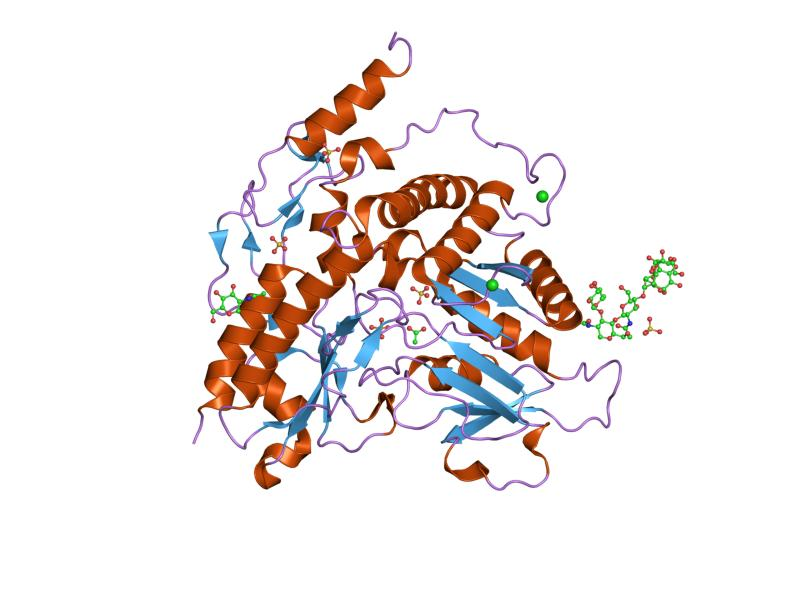
Estructura cristal·lina de l'al·liïnasa de l'all

L'al·liïnasa, en anglès en enzimologia una alliin lyase, (Codi E:4.4.1.4) és un enzim que catalitza la reacció química
un S-alquil-L-cisteïna S-oxida {\displaystyle \rightleftharpoons } un alquil sulfanat + 2-aminoacrilat
Aquest enzim pertany a la família de la liases, específicament la classe de les liases de carboni-sofre. Es fa servir com cofactor fosfat piridoxal.

## Presentació
Aquests enzims es troben en plantes dins del gènere Allium, com l'all i les cebes. L'al·liïnasa és responsable de catalitzar les reaccions que produeixn els productes químics que donen a aquests aliments els seus sabors, olors i les propietats lacrimògenes. L'al·linasa normalment està segrestada en les cèl·lules de les plantes però quan hi ha un dany en aquestes cèl·lules, per esemple per una mossegada o un tall s'allibera l'al·linasa i catalitza la producció de productes químics picants. Això té un efecte repel·lent en els animals. La mateixa reacció ocorre quan un all o una ceba es tallen amb un ganivet.

## Química
En lall un enzim al·linasa actua químicament en l'al·liïna convertint-la en al·licina. Aquest procés té dos estadis i acaba en la condensació de les molècules d'àcid sulfènic.